# Nasser Al-Dawsari
Nasser Al-Dawsari (en árabe: ناصر الدوسري‎; Riad, 19 de diciembre de 1998) es un futbolista saudí que juega en la demarcación de centrocampista para el Al Hilal S. F. C. de la Liga Profesional Saudí.

## Selección nacional
Tras jugar con la selección de fútbol sub-20 de Arabia Saudita y con la sub-23, finalmente hizo su debut con la selección absoluta el 25 de marzo de 2021 en un encuentro amistoso contra Kuwait que finalizó con un resultado de 1-0 a favor del combinado saudita tras el gol de Abdulelah Al-Amri.

## Clubes
| Club         | País           | Año   | Partidos | Goles |
| ------------ | -------------- | ----- | -------- | ----- |
| Al Hilal SFC | Arabia Saudita | 2017- | 214      | 10    |